# Terminatorul 2: Ziua Judecății
Terminatorul 2: Ziua Judecății (în engleză Terminator 2: Judgment Day), abreviat și ca T2, este un film science fiction/acțiune din 1991 regizat, co-scris și co-produs de James Cameron. Din distribuție fac parte Arnold Schwarzenegger, Linda Hamilton, Edward Furlong și Robert Patrick. Povestea începe la zece ani după evenimentele din Terminatorul, și o urmărește pe Sarah Connor, fiul ei de zece ani John, și un protector din viitor (ca și in primul film), încercând să prevină Ziua Judecății, o zi din viitor când mașinile vor începe exterminarea rasei umane.
T2 a fost un succes semnificativ la box office și un succes din punctul criticilor. A avut un impact asupra culturii populare, și este considerat de mulți ca fiind foarte influent pentru genurile de acțiune și science fiction. Efectele vizuale includ multe inovații în domeniul efectelor generate pe calculator, marcând prima folosire a mișcării omenești naturale pentru un personaj CG și primul personaj generat pe calculator (T-1000). Filmul a câștigat mai multe premii, inclusiv patru Oscaruri pentru machiaj, sunet, efecte sonore și efecte vizuale.

## Distribuția
| Actor                 | Rol                     |
| --------------------- | ----------------------- |
| Arnold Schwarzenegger | The Terminator          |
| Linda Hamilton        | Sarah J. Connor         |
| Edward Furlong        | John Connor             |
| Robert Patrick        | T-1000                  |
| Earl Boen             | Dr. Peter Silberman     |
| Joe Morton            | Dr. Miles Bennett Dyson |
| S. Epatha Merkerson   | Tarissa Dyson           |
| Castulo Guerra        | Enrique Salceda         |
| Danny Cooksey         | Tim                     |
| Jenette Goldstein     | Janelle Voight          |
| Xander Berkeley       | Todd Voight             |
| Ken Gibbel            | Douglas                 |